# Trypanaeus fasciatus
Trypanaeus fasciatus är en skalbaggsart som beskrevs av Lewis 1891. Trypanaeus fasciatus ingår i släktet Trypanaeus och familjen stumpbaggar. Inga underarter finns listade i Catalogue of Life.